# Замок Бежа
Замок Бежа (порт. Castelo de Beja) — средневековый замок в Португалии в городе Бежа, округ Алентежу.

## История
В 49 году в поселке, стоявшем на месте современного города Бежа, Юлий Цезарь заключил мир с лузитанами, после чего этот поселок был переименован в Пакс Юлия. Считается, что римские оборонительные укрепления поселка восходят к рубежу III—IV веков. Своё экономическое и стратегическое значение разросшийся поселок сохранил при свевах, вестготов и мусульманах. В V веке Пакс Юлия получил наименование Бежа (искаженное мусульманами слово «Пакс»)
Во время Реконкисты Бежа был завоеван войсками короля Афонсу Энрикеша (1112—1185) в 1159 году, но был отбит мусульманами четыре месяца спустя. Учитывая отсутствие информации о периоде после этой даты, исследователи считают, что Бежа был занят лагерем мусульман во время наступления Альмохадов Абу Юсуф Якуба аль-Мансура (1191) вдоль реки Тежу. Считается также, что Бежа вновь перешел в португальские руки между 1232 и 1234 годами.

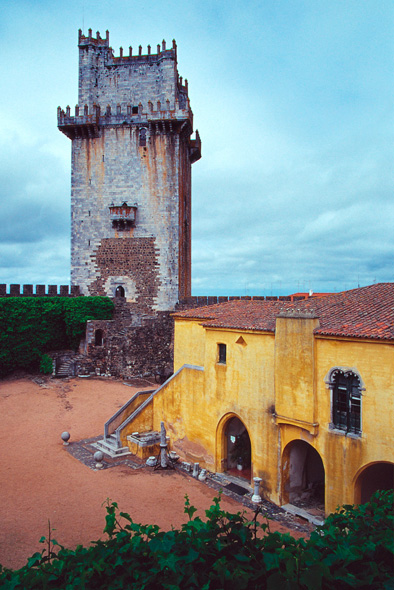
Плац замка Бежа

Первая реставрация стен Бежи относится к эпохе правления короля Афонсу III (1248—1279), который в 1253—1263 годах приказал перечислять на эти цели две трети церковной десятины, взимаемой с местных жителей. В 1254 году город получил свой форал (foral) (фуэрос), подтвержденный в 1291 году Динишем I. Работы по реконструкции городских укреплений продолжались, в 1307 году были расширены стены, а в 1310 году начато строительство замка.
Город и замок поддержал Ависский орден в ходе кризиса 1383—1385 годов. В XV веке, во времена правления короля Афонсу V (1438—1481), окрестности Бежи образовали герцогство, первым герцогом Бежи стал брат короля, принц Фернанду.
В XVII веке замок Бежа стал объектом нескольких расширений и модернизации, особенно в ходе войны за независимость, когда он был усилен бастионами. Работы велись под руководством известного французского военного архитектора Николя Лангра. В период 1669—1679 годов реконструкцию замка проводили инженеры Жуан Коутиньо, Диогу де Бриту Каштанейру и Мануэль Алмейда Фалкон, но работы не были завершены.
В XVIII веке часть стен замка была разрушена, а камни были использованы в строительстве новой церкви бывшего иезуитского колледжа (1790).
В начале XIX века, с началом Пиренейских войн, Бежа серьезно пострадал от вторжения войск Наполеона. В результате боев против французских войск под командованием генерала Жюно погибло около 1200 солдат и мирных жителей (1808). 

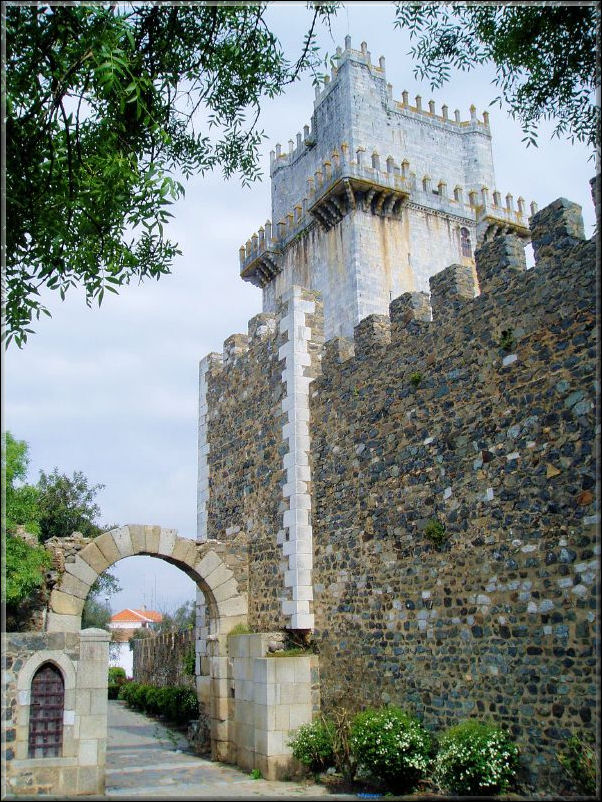
Стена замка с римской аркой

Через несколько лет Мигелистские войны принесли новые бедствия местному населению. В XIX веке землетрясение обрушило часть стены замка, её восстановление было завершено в 1867 году.
16 июня 1910 года замок Бежа был объявлен национальным памятником. С 1938 года он перешел под опеку Генерального директората национальных памятников (DGEMN), что позволило провести работы по восстановлению ворот и крыши замка. 13 ноября 2014 года часть балкона донжона замка обрушилась с внутренней стороны стены.

## Архитектура
Замок сочетает элементы романского стиля, готики, мануэлино и маньеризма и имеет пятиугольную форму. Донжон возведен в готическом стиле и считается одним из лучших образцов военной архитектуры Средневековья в Португалии. Башня имеет высоту 40 метров (самая высокая в стране) и состоит из трех этажей. Донжон имеет балконы, защищенные пирамидальными зубцами, и подковообразные окна. Внутренние помещения богато украшены. За главными воротами расположен плац. Интересны также двое ворот в романском стиле - Порта Эвора и Порта Авиш с романской аркой.